# Acer glabratum
Acer glabratum é uma espécie de árvore do gênero Acer, pertencente à família Aceraceae.